# Abroñigal Alto

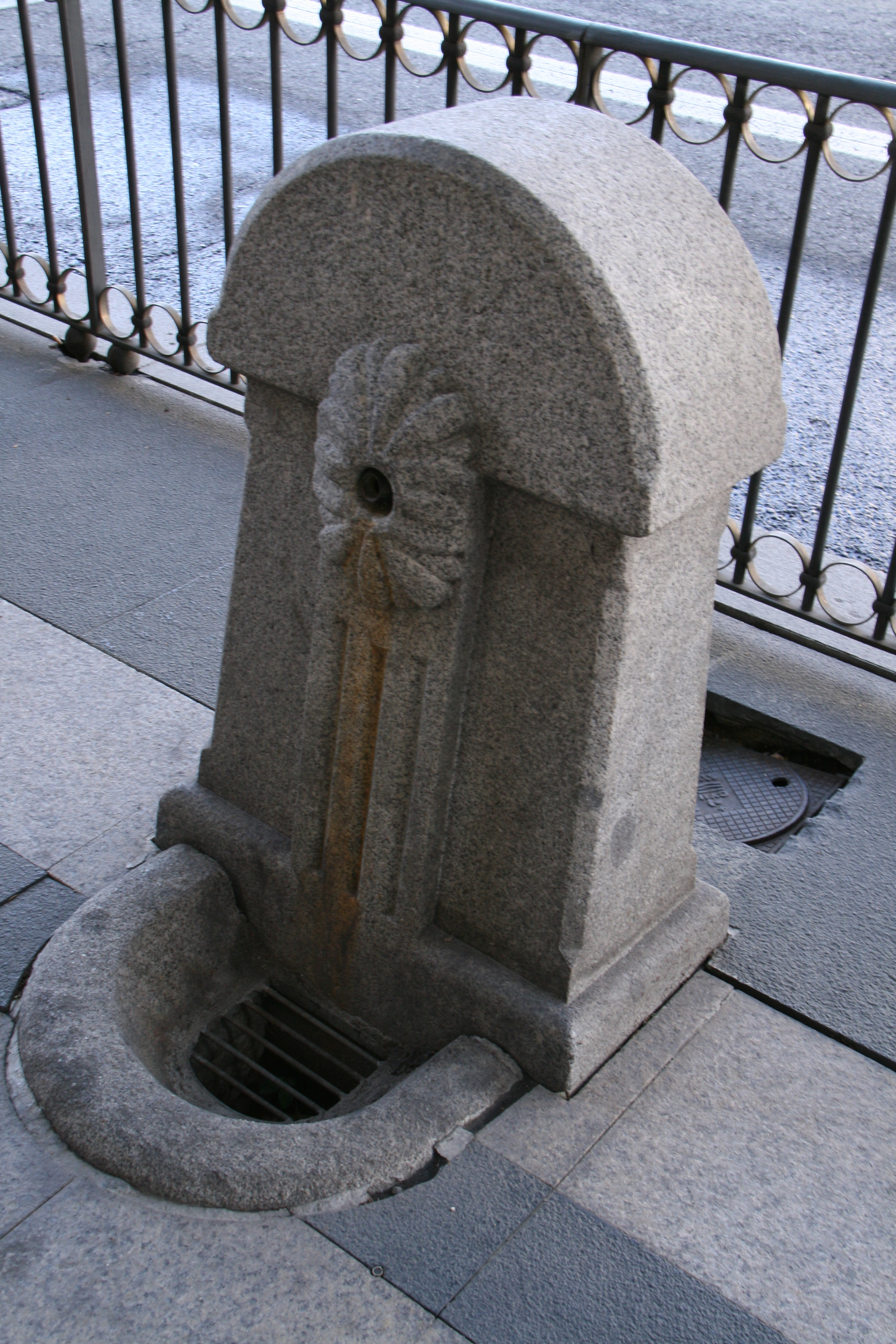
Una de les últimes fonts urbanes alimentades del viatge de l'Alto Abroñigal.

Abroñigal Alto (denominat també com a Alto Abroñigal o Viaje del Alto Abroñigal) era un viatge d'aigua de Madrid que tenia el seu origen en la font del rierol Abroñigal (a uns deu kilòmetres de Madrid). Aquest viatge, juntament amb uns altres va proveir d'aigua potable a certes zones de Madrid des que va ser construït l'any 1614 fins a mitjan segle xix. Entrava aquest viatge per la zona que correspon en l'actualitat al barri de Salamanca. L'aigua que proporcionava aquest viatge era tinguda com una de les de millor qualitat (comparada amb l'aigua procedent d'altres viatges).

## Usos
El cabal d'aquest viatge era de 56 rals d'aigua. Aquest viatge d'aigua va alimentar a les fonts de la Puerta del Sol (font de la Mariblanca), la de la Villa, així com a la Plaça de la Cebada. Segons les mesures de l'època era l'aigua més fina dels viatges que proveïen a les fonts de Madrid.

## Actualitat
Al començament del segle xix molts dels viatges d'aigua han estat aprofitats com a canalitzacions de diversos serveis urbans (telèfon, cablejat, etc) i tan sols una font al costat de la Real Casa de Correos.